# 아제르바이잔 축구 연맹 협회

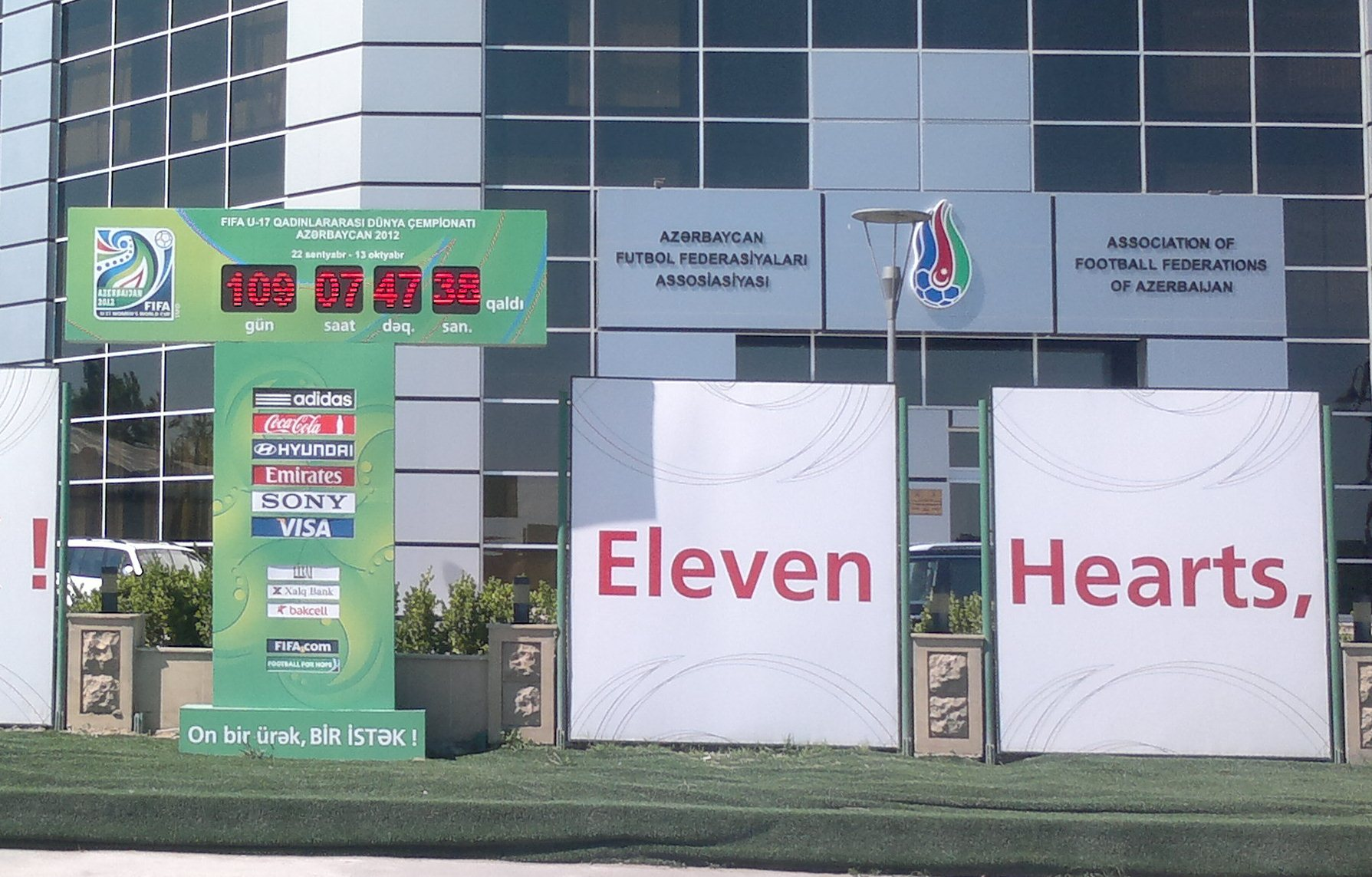
2012년 FIFA U-17 여자 월드컵이 개최되기 전 AFFA 본부의 모습

아제르바이잔 축구 연맹 협회(아제르바이잔어: Azərbaycan Futbol Federasiyaları Assosiasiyası, AFFA)는 아제르바이잔의 축구 협회이다. 1992년에 설립되었으며 프로 리그와 아마추어 리그 등 국내의 축구 조직들을 관장하고 있다.
AFFA는 비치사커, 풋살 등을 포함한 자국 내 모든 축구 경기를 국가 차원에서 주관하고 있으며 장애인 축구, 재향 군인회 축구와 축구 연맹과 축구계에 종사하는 모든 축구 선수, 코치, 심판 등 축구와 관련된 전반적인 모든 부분을 관장하고 있다. 그 중 가장 잘 알려져 있는 대회는 아제르바이잔컵이다. 남자, 여자, 청소년 축구 국가대표팀 및 리그의 운영진을 선임하는 역할도 맡고 있다.

## 역사
AFFA는 아제르바이잔이 소련으로부터 독립한 후 1992년 3월 26일에 설립되어 4월 3일에 아제르바이잔 법무부에 775번으로 등록됐다.
2009년 2월 23일, AFFA는 당시 UEFA의 부회장이었던 에르 지크와 함께 아제르바이잔 축구 아카데미를 공개했다. 2010년에는 협회의 새 로고를 공개했다.
2012년에는 협회의 회장 선거가 있었는데 로브나그 압둘라예프가 선거에 단독 후보자로 출마하면서 논란이 일었다.

## 2002년 대립

### 발단[4]
이전부터 구단들과 협회 사이에 종종 갈등이 있었는데 사건의 직접적인 발달은 2001-02 시즌 아제르바이잔 탑 리그 챔피언 플레이오프에서 시작되었다. 2002년 4월 2일에 열린 셰파 바쿠와 해재르 대학과의 플레이오프 2라운드 경기는 종료 후 논란의 대상이 되었다. 이 경기는 셰파 바쿠가 후반 추가 시간 5분에 얻은 PK로 득점해 1-0으로 승리했는데 이 경기 결과에 대해 징계 위원회에서 임시로 무효화 시켰고 재경기를 실시하도록 명령하였다. 하지만 4월 10일에 항소 위원회는 이 경기 결과를 그대로 적용하는 것으로 결정을 내리자 이에 반발해 해재르는 리그에서 탈퇴를 선언했다.
이에 대해 솀키르와 셰파를 제외한 모든 구단들은 당시 AFFA 회장이었던 푸아드 무사예프가 사임하지 않으면 잔여 리그 일정에 참가하지 않겠다고 했지만 회장은 이를 거부했고, 4월 12일부터 경기를 가지지 않았다.
5월 4일, 협회를 반대하는 구단들은 새롭게 설립된 조직위원회를 통해 4라운드부터 독립적으로 리그를 재개하겠다고 결정했다. 이에 AFFA는 이러한 대회를 인정하지 않았고 또 다른 보도자료를 내고 5, 6 라운드 결과를 무시하고 5월 20일에 리그를 재개해서 24일동안 6경기를 치르며 6월 12일 이전에 리그를 마치도록 계획하고 있다고 발표했다. 하지만 구단들은 이 같은 결정을 무시했고 이에 따라 푸아드 무사예프 AFFA 회장은 12개 구단이 참가하는 춘추제 리그를 만들어 6월 20일부터 시작할 계획이라고 알렸다. 리그의 참가 자격은 샤파, 샤파-2, 2부리그 우승팀인 로코모티브 이미슬리와 참가 의향이 있는 모든 팀이다. 한편 이렇게 계속되는 갈등에 2002년 4월, UEFA는 2년간 아제르바이잔 클럽팀의 모든 UEFA 대회 출전금지 징계를 내렸다.

### 전개
유럽 축구 리그의 2002-03 시즌 일정이 중반으로 접어드는 시기인 겨울까지도 아제르바이잔 대부분의 구단과 AFFA 회장 사이의 계속되는 갈등으로 리그를 시작하지 못하고 있었다. (12월 초에는 지난 대회 이후 첫 대회인 네프치 PFK의 창단 65주년을 맞아 4팀이 참가한 '네프치-65'라는 비공식 토너먼트 대회가 마련됐다. 모든 경기는 바키 이스메트 가이보프 스타디움에서 열렸다.)
이러한 아제르바이잔의 불안정한 상황에 FIFA는 12월 17일에 아제르바이잔 클럽팀의 모든 국제대회 참가를 금지했다. 이러한 징계는 곧 AFFA의 회장인 푸아드 무사예프만이 본인의 의지에 따라 상황을 안정시키고 징계 기간을 결정할 수 있다는 뜻이기도 했다.
이에 12월 19일에 네프치, 솀키르, 카라바흐, MOIK, 디나모, 해재르 대학, 해재르, 카파스, 투란 등 9개 클럽은 AFFA에 대항하는 절차를 밟기로 결정했다. 구단들은 수년간 아제르바이잔 축구의 발전을 막고 있는 불법 조직인 AFFA를 해산시켜야 한다고 주장하면서 만약 무사예프 대통령에 대한 불신임안이 가결되면 조치를 철회하겠다고 밝혔다. 12월 24일, 푸아드 무사예프는 FIFA에 의해 그의 권한은 연장되었다고 밝히면서 리그가 다시 재개되기 전까지 AFFA 회장 선거는 불가능하다고 말했다. 그리고 마침내 12월 25일, AFFA 집행위원회는 2003년 3월 1일에 제12회 아제르바이잔 탑 리그를 재개하기로 결정했다.
2013년 1월 13일에 6개의 지역 축구 연맹과 11개의 클럽이 AFFA를 상대로 소송을 제기했다. 그들은 AFFA의 해체와 새로운 축구 협회의 창설을 요구했다. 또한 1994년에 프로 풋볼 리그(PFL) 산하의 비승인 프로 축구 리그를 조직하려 했던 자우르 타기예프가 AFFA가 헌장에 명시된 지역 축구 연맹을 구성에 포함시키지 않았기 때문에 위헌이라고 주장했으며 PFL의 복권을 주장했다.
2월 5일, 세르비아몬테네그로와의 국가대표팀 경기를 앞두고 카라바흐, 네프치, 디나모는 아제르바이잔 국가대표팀에 자신의 클럽 선수들을 차출시키지 않는다. AFFA는 7명의 선수에게 5경기 출전 금지시키고 대표팀에서 제외했다. 또한 세 클럽에게 벌금을 부과하며 구단들과의 갈등이 더욱 장기화되었다.
2월 24일, 아제르바이잔 세무부는 AFFA에 대해 대규모 탈세금 (약 50만 달러)에 대한 추징 절차에 착수하였고 AFFA는 이중에서 10만 달러만 납부하기로 동의했다. 또한 모든 AFFA의 자산과 협회 소유의 셰파 스타디움은 압류되었고, 당시 AFFA 재무부의 옥타이 지날로프 국장의 아파트는 압수수색 되었다. 무사예프 회장은 AFFA 기능이 사실상 마비된 상태라면서 해당 관련 서류들이 압수돼 국가대표팀이 웨일스로 원정 경기를 갈 수 없게 됐다고 밝혔고 이에 세무부는 필요한 모든 서류를 제공할 것이라고 알렸다.
3월 4일에 네프치, 솀키르, 카라바흐, MOIK, 디나모, 해재르 대학, 해재르, 카파스, 투란, 샤흐다그, 우미드 등 11개 클럽 대표는 AFFA 산하에서 리그 재개를 결정한다. 그들의 유일한 요구사항은 그들의 조직위원회에 통제권을 주는 것이다. 총회는 AFFA가 반대하지 않을 경우 이르면 3월 22일에 리그가 시작될 수 있다고 발표했다.
3월 19일에 아제르바이잔 법무부는 AFFA가 아제르바이잔 헌법과 FIFA의 헌장을 위반했다며 새 회장 선거가 치러졌어야 했던 2002년 5월부터 AFFA는 권한을 상실한 것이라며 AFFA에 대한 법적 절차에 착수했다. 이에 AFFA는 이는 명백히 법무부의 월권 행위라고 주장했다.
3월 24일에 AFFA 반대 총회는 3월 4일 대회 재개가 결정됐다는 서한을 AFFA와 UEFA, FIFA에 송부했지만 AFFA는 이를 파기했다. AFFA는 리그 재개를 위한 14가지 조건을 발표했지만 이 중 대부분은 충족하기 불가능했다. 이에 구단들은 자체 4가지 조건을 제시했다.
- a)AFFA와 구단이 만나 리그 재개에 합의해야 한다.
- b) AFFA는 엄격한 요건을 취소해야 한다.
- c) AFFA는 참가비를 삭감해야 한다.
- d) 리그 기간을 설정해야 한다.

4월 1일, AFFA의 총 책임자이기도 한 옥타이 지날로프가 체포된다. 그는 푸아드 무사예프와 아셰프 카바들리(AFFA 감사 및 감독 위원회 위원장)가 AFFA 내의 회계 관행의 악용을 방관했다고 인정했다. 파질 마마도프 세무장관은 AFFA가 26만5000달러의 체납액을 납부해야만 지날로프가 실형을 면할 수 있다고 밝혔다.
4월 4일, 당시 FIFA 회장이었던 제프 블라터와 UEFA 회장이었던 렌나르토 요한슨은 5월 6일 아제르바이잔 방문 의사를 밝히고 아제르바이잔 대통령을 만나 현재의 사태 해결을 위한 마지막 시도를 할 예정이었다. 4월 7일에는 AFFA 집행위원회 위원들은 집행위원회 임시회의를 열어 푸아드 무사예프를 즉시 소집한다. 그들은 마침내 권한을 행사해서 무사예프의 퇴진을 요구할 것으로 보였다. 21명 중 14명이 찬성하면 회장은 사퇴해야 한다. 무사예프가 그들을 돌려보내라고 명령함에 따라, 회원들은 AFFA 외부에서 회의를 열 수밖에 없었다. 의회는 또 다른 역사적인 결의안을 채택하는데 4월 20일에 리그를 시작하고 4월 30일에 선거 회의를 개최하는 것이다. 하지만 4월 8일 푸아드 무사예프는 정족수 미달(11명 찬성)과 회장이 불참했기 때문에 집행위원회 결의안은 무효임을 선언했다. 그는 또한 리그 재개를 위한 AFFA의 모든 시도가 모두 구단에 의해 차단되었기 때문에 AFFA는 지금 아무것도 할 수 없다고 밝혔다. 다음날, 결의안에 따라 네프치, 샤흐다그, 디나모, 우미드의 구단 대표들이 AFFA에 와서 리그를 시작하길 원한다고 밝혔지만 AFFA는 허가하지 않았다. 무사예프는 이날 오후 파툴라 후셰이노프와 토그룰 가시예프(집행위원회 회의 주최자)를 부회장직에서 해임함으로써 AFFA의 자체 헌장(이에 따르면, 부회장은 AFFA 총회에서만 해임할 수 있다)을 무시한다. 4월 14일에 구단 대표들과 AFFA는 오랫동안 기다려온 합의에 도달하여 다음과 같은 내용에 합의했다.
- a) 리그는 4월 25일에 시작한다
- b) 8팀 이하가 참가할 경우 각 팀간 4경기씩 리그전을 하고, 8팀 이상이 참가할 경우 홈&어웨이 토너먼트로 치른다.
- c) 아제르바이잔컵 경기는 결승전을 제외하고 홈&어웨이 방식으로 한다.
- d) 최소 22명의 선수를 포함한다.
- e) 각 구단은 참가비 5,000달러 + 선수당 200달러를 지불한다.
- f) 이전의 모든 벌금은 취소된다.

4월 15일, AFFA는 FIFA에 의해 자격이 상실된다.무사예프는 합의안이 마음에 들지 않아 FIFA에 또 다른 서한을 보냈고, 거기에 그는 이 상황을 비상사태라고 표현했는데 이에 FIFA는 새로이 합의된 내용에 대해 제대로 조사하지 않고 제재를 가했다. 특히 아제르바이잔을 방문할 예정이었던 그들의 목적에 비추어 볼때 매우 이상한 결정이었다. 다음날에는 UEFA 마저 AFFA의 자격을 박탈한다. 그러자 집행위원회 회원들은 푸아드 무사예프에게 친서를 발행하는데, 무사예프에게 정중히 그의 모든 개인적인 위법행위를 잊어버리고, 회의를 소집해서 대화를 시작하고 현재의 위기에서 벗어날 수 있는 길을 찾기 위해 모든 노력을 기울이도록 요청한다. 4월 21일에는 13명의 집행위원회 회원들이 블라터 FIFA 회장, 요한슨 UEFA 회장, 콜로스코프 러시아 축구 연합 회장에게 기구에 대한 불공정한 정보가 제출되었다고 호소하는 서한을 보냈다. 이 서한에는 전체 상황이 기술되어 있으며, 무엇보다도 자신들의 리그 재개를 위한 노력에도 불구하고 그동안 무사예프가 했던 모든 거부와 무시를 보여주는 서신을 첨부하였다. 또한 다음에는 5개의 클럽(솀키르, 네프치, 카라바흐, 투란, MOIK)은 리그 시작할 준비가 되었다고 보고했고 3개 클럽(디나모, 해재르, 카파즈)은 며칠 안에 선수 명단을 다 채울것이라고 발표했다. 무사예프는 가까운 미래에 회의를 소집할 것이라고 밝혔다.
4월 26일까지 무사예프에게 아무 소식이 없자 회의 소집을 기다리는데 지친 집행위원회는 AFFA 본부에서 4월 29일로 확정한다. 집행위원회 회원들은 이날 AFFA 사무총장인 칭기즈 이스마일로프에게 문을 닫지 말 것과 무사예프에게는 회의 진행을 하도록 요청했다. 하지만 무사예프의 불참으로 회의가 진행되지 못하였다.

### 결과
5월 11일 AFFA 본부에서 칭기즈 이스마일로프 총무를 위원장으로 하는 회의가 열려 구단 대표들과 취리히 합의의 이행에 관한 몇 가지 중대한 결정이 내려졌다. 중요한 것은 5월 17일 마침내 리그가 재개되었고 리그의 추첨 절차는 5월 14일에 결정하기로 했다. 각 구단들은 처음에 5백만 마나트를 지급하고 나머지 1700만 마나트는 시즌 전반기가 끝나기 전까지 지급해야 한다. FK 셰파와 셰파 스타디움을 분리하고 셰파는 독립적인 클럽으로서 경기장 사용료를 내야 한다는 데 합의했다. AFFA 집행위원회의 다음 회의는 5월 13일 열릴 예정이고 무사예프가 마침내 의장을 맡기로 합의했다. 이후 국가의 공식 기구와 국제 축구 기구의 참여 등의 내용이 담긴 취리히 협정을 바탕으로 새로운 AFFA 헌장 초안을 작성했다. 12월 29일에 열린 제6차 AFFA 선거에서 라미즈 미르자예프가 새 AFFA 회장으로 선출되면서 2002년 4월부터 끌어온 대립이 끝나게 된다.

## 역대 임원

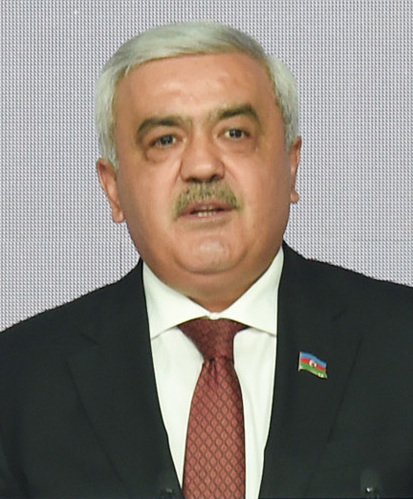
현재 AFFA 회장을 맡고 있는 로브나그 압둘라예프

| 직책     | 이름                | 역임 기간 |
| -------- | ------------------- | --------- |
| 회장     | 푸아드 무사예프     | 1992–2003 |
| 회장     | 라미즈 미르자예프   | 2003–2007 |
| 회장     | 엘샤드 나시로프     | 2007–2008 |
| 회장     | 로브나그 압둘라예프 | 2008-현재 |
| 부회장   | 파툴라 후세이노프   | 1992–2001 |
| 부회장   | 엘샤드 나시로프     | 2001–2007 |
| 부회장   | 라우프 알리예프     | 2007–2008 |
| 부회장   | 엘샤드 나시로프     | 2008–현재 |
| 사무총장 | 토피크 바흐라모프   | 1992–1993 |
| 사무총장 | 칭키즈 이스마일로프 | 1993–2007 |
| 사무총장 | 엘칸 마마도프       | 2007–현재 |

## 대회

### 남자 축구
- 아제르바이잔 프리미어리그 (1부 리그)
- 아제르바이잔 I 디비전 (2부 리그)
- 아제르바이잔컵
- 아제르바이잔 슈퍼컵
- AFFA 아마추어 리그
- 아제르바이잔 풋살 프리미어리그

### 여자 축구
- 아제르바이잔 우먼 풋볼 리그

## 국가대표팀
각 대표팀의 정보는 여기를 참고 하십시오.

### 남자
- 아제르바이잔 축구 국가대표팀
- 아제르바이잔 U-21 축구 국가대표팀
- 아제르바이잔 U-19 축구 국가대표팀
- 아제르바이잔 U-17 축구 국가대표팀
- 아제르바이잔 U-16 축구 국가대표팀
- 아제르바이잔 풋살 국가대표팀
- 아제르바이잔 비치사커 국가대표팀

### 여자
- 아제르바이잔 여자 축구 국가대표팀
- 아제르바이잔 여자 U-19 축구 국가대표팀
- 아제르바이잔 여자 U-17 축구 국가대표팀
- 아제르바이잔 여자 U-15 축구 국가대표팀

## 후원사

### 메인 후원사
- 쏘카[16]

### 파트너
- 박셀[17]
- 파샤 시고르타[18]
- 현대자동차[19]
- 블러바드 호텔 바쿠[20]
- 유니세프[21]
- 나이키[22]
- D'S 다마트[23]
- 아쿠아비타[24]
- 질레트[25]
- 헤드&숄더[26]
- 파샤 트레블[27]

### 프로젝트 파트너
- 코카-콜라[28]

## 같이 보기
- UEFA 유로 2020 예선 E조
- 2016년 FIFA 풋살 월드컵